# Nõmme (městská část)
Městská část Nõmme (estonsky Nõmme linnaosa) je jedna z osmi městských částí estonského hlavního města Tallinnu. Zahrnuje čtvrti Hiiu, Kivimäe, Laagri, Liiva, Männiku, Nõmme, Pääsküla, Rahumäe, Raudalu a Vana-Mustamäe. Rozlohou přibližně odpovídá někdejšímu samostatnému městu Nõmme, které bylo roku 1940 připojeno k Tallinnu.

## Jméno
V Estonsku velmi běžné místní jméno Nõmme je odvozeno z estonského slova nõmm, znamenajícího vřesoviště či obecněji neúrodnou planinu. V případě města Nõmme se jednalo původně o písčitou vyvýšeninu mezi Ülemistským jezerem a Pääskülou, zvanou Järveküla nõmm či Pääsküla nõmm. Podle ní byl pojmenován zájezdního hostinec u silnice z Tallinnu do Pernavy — Nõmme kõrts, tedy česky přibližně Hostinec na vřesovišti. Podle hostince byla později nazvána železniční zastávka, a podle ní pak i rostoucí osada, jež se stala zárodkem budoucího města.

## Dějiny

### Nejstarší osídlení

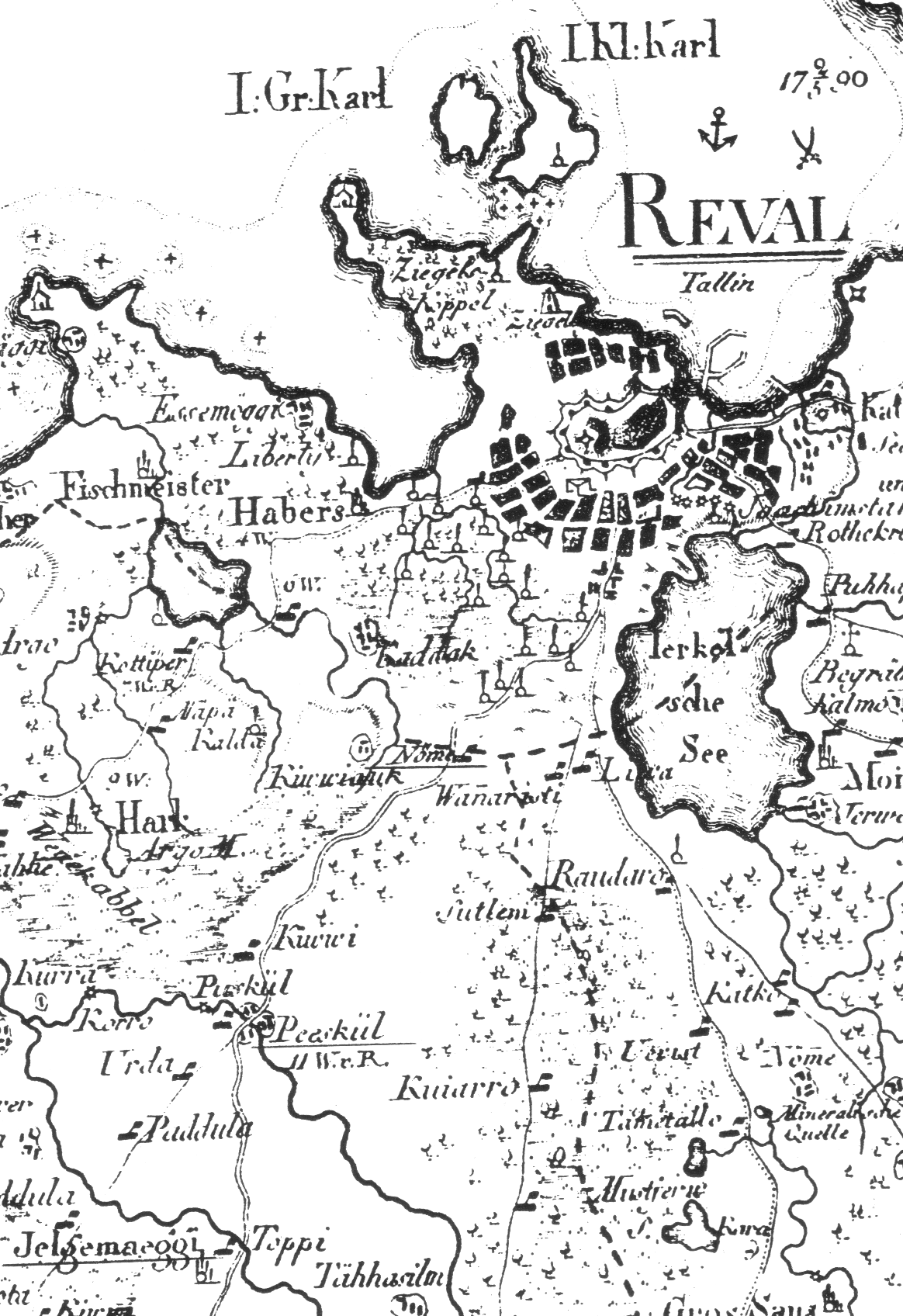
Nõmmský zájezdní hostinec („Nöme“) v Mellinově Atlase Livonska z roku 1798 (podtržený název přibližně uprostřed obrázku)

Nejstarší historicky zmiňovanou osadou na území pozdějšího města Nõmme je Pääsküla, zmiňovaná už v Dánské knize počtů ve 13. století. Oblast severně od Pääsküly, v níž později vznikl zárodek budoucího města, byla až do poloviny 19. století téměř neobydlená. Písčité bory a vřesoviště, podle nichž bylo Nõmme pojmenováno, neskýtaly v blízkosti Tallinnu a Saku s jejich úrodným okolím dostatečný popud ke vzniku trvalého osídlení. Územím však procházely cesty vedoucí z Tallinnu do Pernavy, do Vilína a do Saku.
Nejpozději v 17. století vznikl u pernavské silnice zájezdní hostinec. Podle pramenů nesl v roce 1689 název Mägedevahe kõrts (Hostinec mezi vrchy), v roce 1798 Nõmme kõrts (Krčma na vřesovišti).

### Glehnovo Nõmme

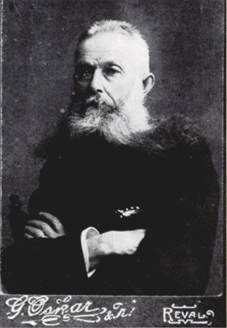
Nikolai von Glehn

Ve 2. polovině 19. století začala v okolí hostince vyrůstat osada. Její vznik je spojen se jménem extravagantního osvícence Nikolaie von Glehna. Rodina Glehnů odkoupila v roce 1825 panský statek v Jälgimäe, jemuž patřila většina území budoucího města. Když mladý Nikolai po návratu ze studií koncem 60. let 19. století převzal rodinný statek, začal si snít o vybudování nového města, ve kterém by lidé žili v souladu s přírodou a které by bylo opravdu estonské.
Glehnovým plánům nahrálo otevření Baltské dráhy roku 1870, která právě poblíž nõmmského zájezdního hostince protínala pernavskou silnici. Protože během 2. poloviny 19. století se mezi tallinnskými měšťany rozšířila móda výletů do přírody a častým cílem bylo i okolí hostince, nebylo těžké prosadit během dvou let vybudování nové železniční zastávky v jeho blízkosti. Zastávka zprvu nesla název Zastávka na 7. verstě (úředně rusky Oстановочный пункт на 7. версте a německy Haltestelle auf der 7. Werst), ale již roku 1874 byla úředně přejmenována na Nõmme (rusky Неммe, německy Nömme).
Díky pravidelnému železničnímu spojení si nyní mohli i lidé pracující v Talinnu pořizovat v Nõmme bydlení a naopak tallinnští měšťané letní chaty. Glehn půdu ke stavbě zprvu pronajímal, protože zákon neumožňoval rozprodej panské půdy do běžných rukou. V roce 1880 se mu však podařilo získat od cara příslušné povolení. Stálí i občasní obyvatelé Nõmme se nyní mohli stát rovněž majiteli pozemků, což spolu s příznivými podmínkami nabízenými Glehnem vedlo k rychlému růstu poptávky po bydlení v rostoucí osadě. Téhož roku si Glehn začal budovat v Nõmme na nízkém hřebenu Mustamägi nové sídlo, Nõmmský zámek.

### Od začátku 20. století do vyhlášení estonské samostatnosti
Na přelomu století mělo Nõmme přibližně 300 domů. Roku 1900 byla otevřena první škola (dvoutřídka), roku 1908 získalo Nõmme právo konání trhů a bylo založeno stálé tržiště. V roce 1910 byla otevřena lékárna a začaly vycházet nõmmské noviny, v roce 1912 pak Nõmme získalo vlastní poštu a policejní stanici. Roku 1914 byl sídlu udělen status letoviska a 1917 městyse.
Citelně zasáhl do dějin Nõmme i revoluční počátek 20. století. Během revoluce roku 1905 se zde konalo jen několik umírněných dělnických shromáždění. Od roku 1912 však v souvislosti s budováním Námořní pevnosti Petra Velikého, jejíž jedna linie vedla přímo přes území Nõmme, obsadila některé pozemky ruská armáda a příliv ruských stavebních dělníků citelně změnil složení obyvatelstva. Původní obyvatelé Nõmme trpěli bytovou nouzí a skokovým zvýšením kriminality. Během revolučních událostí roku 1917 došlo k pokusu o převzetí moci bolševiky, kteří měli oporu zejména právě mezi ruskými dělníky, avšak nebezpečí se podařilo odvrátit díky místnímu sboru dobrovolných hasičů, vedenému Jaanem Vagou, který zorganizoval nõmmskou domobranu (Nõmme Omakaitse) a s její pomocí zajistil pro obyvatele příděly základního zboží.
6. ledna 1918 nakonec skutečně získali moc v Nõmme bolševici, kteří hned zahájili represe zejména proti bohatým občanům, mj. znárodnili majetek rodiny Glehnů a uvěznili Nikolaie von Glehna. 23. února se však nõmmským občanům podařilo bolševiky opět svrhnout a udržet moc až do 26. března, kdy Nõmme obsadila německá armáda. Po německé kapitulaci přebírá moc 13. listopadu opět estonská občanská samospráva.

### Poválečný městys Nõmme

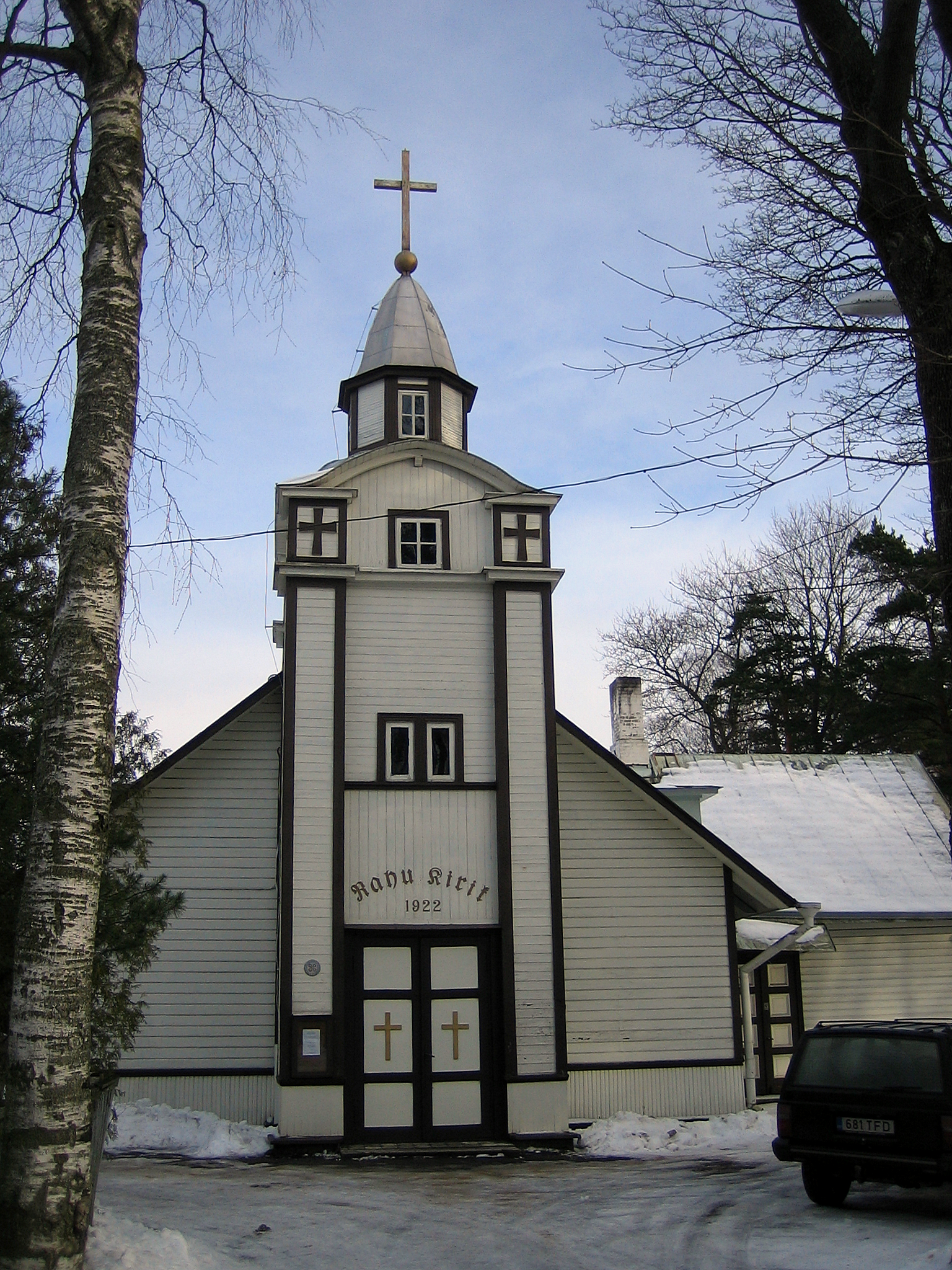
Evangelický Mírový kostel, do nynější podoby dobudovaný v roce 1918 a v roce 1924 přejmenovaný na počest Tarbatského míru

Po skončení estonské války za nezávislost a následné stabilizaci poměrů se Nõmme opět rychle rozrůstat. Zatímco roku 1918 měl městys 3875 stálých obyvatel, při sčítání lidu 28. prosince 1922 jich bylo už 5150 a krátce před získáním městských práv v roce 1926 bezmála 10 000 v 1300 obytných domech.
Už v roce 1919 se Nõmme začalo elektrifikovat. V září začalo budování generátoru o výkonu 60 hp, na Štědrý den téhož roku se rozsvítily první žárovky v domácnostech. V březnu 1920 bylo zprovozněno veřejné osvětlení. Roku 1925 byla vybudována rozvodná stanice a městys byl napojen na rozvodnou síť nové elektrárny v Ellamě.
Dalším úkolem, před nímž stál tehdejší městys, bylo přesné určení katastrálních hranic, které byly dosud dány jen přibližně na základě tradice a zvyku. Bylo to nutné jednak kvůli výběru místních daní, jednak kvůli volebním seznamům, jednak kvůli plánované další výstavbě. Spory o přesné hranice zejména v oblasti Pääsküly a Männiku byly dořešeny až výnosem ministerstva vnitra 26. dubna 1923 a následně vyznačeny též v terénu.
Rostoucí městys se však potýkal i s obecnými finančními problémy, které byly částečně způsobeny tím, že mnozí obyvatelé platili daně v Tallinnu a v Nõmme měli jen letní sídlo, výrazněji však tím, že sídlo se statusem městyse mělo jen velmi malý podíl na daních v místě vybraných a dosti omezené možnosti zacházet s vlastním územím. První problém vyřešilo 25. listopadu 1925 úřední zapsání Nõmme mezi lázně, což umožnilo vybírat lázeňské daně od nerezidentů, druhý problém pak získání statusu města 12. listopadu 1926.

### Město Nõmme
Jakožto město mohlo Nõmme mnohem lépe hospodařit s vlastním územím. Během let 1928-1933 byl postupně vytvořen a po etapách hned realizován obsáhlý územní plán, umožňující rychlý stavební rozvoj při zachování charakteru severského lesního města. Dříve nevyužité či sporné části území města byly nyní určeny buď pro veřejné využití, nebo k prodeji a individuální výstavbě.
Blízkost hlavního města Tallinnu vedla k určité symbióze mezi oběma městy. Přibližně polovina výdělečně činných obyvatel Nõmme jezdila do Tallinnu za prací, naopak obyvatelé Tallinnu využívali hojně nõmmské hotely a restaurace, ozdravovny a sportoviště. Třetinu výdělečně činných Nõmmanů tvořili podnikatelé a živnostníci, většina v oboru služeb, zejména pohostinství.
S ohledem na tento blízký vztah k sousednímu Tallinnu se během 20. a 30. let objevovaly návrhy na připojení Nõmme k hlavnímu městu. Hospodářský růst ve 2. polovině 30. let však posílil sebevědomí Nõmmanů a vedl naopak k návrhům učinit z Nõmme hlavní město kraje Harjumaa. V roce 1939 mělo město Nõmme 21 748 obyvatel a bylo pátým nejlidnatějším estonským městem jen s malým odstupem za mnohem pomaleji rostoucí Narvou, tedy i mezi krajskými městy by bylo jedno z větších.
Již reálně připravovanému vyhlášení Nõmme krajským městem však zabránila sovětská okupace Estonska. Samostatné Nõmme se svým většinově estonsky smýšlejícím středostavovským obyvatelstvem bylo pro komunisty nebezpečné a jeho likvidace byla jedním z prvních úkolů. 27. července 1940, pouhý měsíc po nástupu nové moci, je vládním rozhodnutím Nõmme jako město zrušeno a připojeno k Tallinnu.

### Nõmme jako součást hlavního města
Nõmme bylo připojeno k Tallinnu jako městská část bez vlastní samosprávy. Nõmmské městské úřady byly zprvu bez náhrady zrušeny, byl zneplatněn územní plán a městské vyhlášky, městský archiv převezen do Tallinnu. Začalo rovněž přejmenovávání nõmmských ulic podle sovětských představ.
Situace se změnila 28. srpna 1941 příchodem německých vojsk. Nõmmané využili správního zmatku, začali obnovovat svou samosprávu a převezli městský archiv zpět na Nõmme. Opětné osamostatnění Nõmme nebylo po chuti ani německým okupačním úřadům (ze stejných důvodů jako v případě sovětů). Aby podchytily iniciativu místního obyvatelstva do přijatelného úředního rámce, prohlásily 22. prosince nõmmskou samosprávu za samosprávný orgán městské části, plně podléhající tallinnskému magistrátu, který jediný měl též právo zacházet s někdejším nõmmským městským majetkem. Samospráva však dosáhla potvrzení hranic Nõmme a obnovení platnosti nõmmského územního plánu a městských vyhlášek.
Protože Nõmme si stále zachovávalo svůj středostavovský a estonský charakter, z podstaty rozvratný pro jakoukoli cizí moc, zrušili nacisté 1. září 1943 nõmmskou samosprávu úplně. Situace se pochopitelně nezměnila ani po znovudobytí Nõmme sověty 22. září 1944. Když okupační úřady vzápětí po válce přikročily k úplné sovětizaci administrativy a rozsáhlý Tallinn bylo potřeba rozdělit na více obvodů s vlastními sověty, byl vytvořen obvod Nõmme (Nõmme rajoon) o něco přesahující území někdejšího města. 11. června 1948 byly hranice obvodů opět změněny a nõmmský obvod byl rozšířen o Järve a část Tondi.
Navzdory změnám ve složení tallinnského obyvatelstva vlivem Březnových deportací a programového přesidlování ruského proletariátu do Estonska zůstávalo Nõmme v rámci hlavního města stále oblastí výrazně estonskou a neproletářskou. Výnosem Prezídia Nejvyššího sovětu Estonské SSR z 16. června 1956 byl proto městský obvod Nõmme zcela zrušen a připojen k obvodu Tallinn-Centrum (Tallinna Kesklinna rajoon).
Administrativní reorganizací hlavního města 3. ledna 1974 byly dosavadní městské obvody zrušeny a nahrazeny čtyřmi novými. Větší část někdejšího nõmmského území se nyní ocitla v Leninově obvodu (Lenini rajoon), Vana-Mustamäe v Říjnovém obvodu (Oktoobri rajoon). Možnost další změny nastala až po obnovení estonské suverenity v roce 1991 a znovuoživení nõmmského občanského života. Již na jaře 1992 se nõmmským občanským iniciativám podařilo na tallinnském magistrátu prosadit obnovení Nõmme jako samosprávné městské části, což nakonec výrazně urychlilo administrativní reformu hlavního města — ve chvíli, kdy v rámci Tallinnu vznikla samosprávná městská část nezávislá na obvodních úřadech, ztratilo rozdělení na obvody z velké části smysl. K 31. srpnu 1993 pak byly obvody úředně zrušeny a nahrazeny osmi samosprávnými městskými částmi, mezi nimi nově ustavená Městská část Nõmme (Nõmme linnaosa), takto trvající dodnes a územím přibližně odpovídající někdejšímu městu Nõmme.

## Členění
V prvních letech po založení sídla Nikolaiem von Glehnem se Nõmme rozrůstalo poměrně jednolitě kolem nádraží. V roce 1886 však vznikla dvě nová jádra osídlení — necelé dva kilometry západně od nádraží si na výšině Mustamägi dal Glehn postavit jako své nové sídlo romantický zámeček a přibližně kilometr jihozápadně od nádraží si v lese postavil svůj domek Andrus Bork, jeden z Glehnových stavebních dělníků. Část Nõmme kolem zámečku a zámeckého parku byla podle výšiny Mustamägi nazvána Vana-Mustamäe, zatímco domkářskému sídlišti, které vzniklo kolem Borkova domu, se začalo říkat Hiiuküla podle Borkovy domoviny, ostrova Hiiumaa. Na přelomu století tak mělo Nõmme tři sídelní části, které rozlohou i umístěním přibližně odpovídají dnešním čtvrtím Nõmme, Vana-Mustamäe a Hiiu.
Když v roce 1912 začaly práce na Námořní pevnosti Petra Velikého, zabrala armáda pro přímé potřeby stavby i pro ubytování dělníků a carských úředníků území na severním okraji Pääsküly a v okolí krčmy Valdeku, která se nacházela jihozápadně od Nõmme u silnice do Saku. Na okraji Pääsküly začalo vznikat obytné „Petrovo zahradní město“ (Peetri aedlinn), zatímco v okolí Valdeku vyrostly hlavně vojenské a stavební sklady. Po válce se obě oblasti začaly rozrůstat o další obytnou zástavbu, jejíž administrativní příslušnost byla zprvu sporná. V roce 1923 bylo výnosem ministerstva vnitra potvrzeno, že jak Pääsküla včetně nové zástavby, tak oblast kolem Valdeku (nazývaná též Männiku podle okolních borů) jsou součástí městyse Nõmme. Tyto zprvu samostatné, později s Nõmme srostlé sídelní oblasti jsou dodnes patrné jako čtvrti Pääsküla a Männiku.
Roku 1903 byl přibližně kilometr severovýchodně od nõmmského nádraží otevřen nový hřbitov pro Tallinn a Nõmme, který dostal poetické jméno Rahumäe („Na hoře pokoje“). Toto jméno se přeneslo i na zástavbu, která vyrostla v okolí hřbitova ve 20. letech 20. století a která spojila Nõmme se zástavbou vzniklou mezi od počátku století na severovýchodním okraji nõmmského katastru, nazývanou Liiva. Ve stejné době se zástavba začala rozrůstat do dosud neosídlené oblasti mezi Nõmme a Pääskülou, které se říkalo Kivimäe („U kamenné hory“) podle dominantní haldy kamení vzniklé při stavbě železnice. Těmto sídelním oblastem odpovídají dnešní čtvrti Rahumäe, Liiva a Kivimäe.

## Symbolický význam Nõmme
Nõmme vzniklo a rostlo v době, kdy vrcholilo estonské úsilí o vytvoření samostatného státu. Jeho rozvoj jako městyse a města probíhal za První republiky a byl násilně ukončen současně a stejným způsobem jako tato republika sama. Bylo domovem mnoha osobností estonské kultury a politiky, a obecně jeho obyvatelstvo bylo v převážné většině estonské, středostavovské, republice nakloněné a občansky aktivní, potažmo protisovětské. Z těchto důvodů Nõmme mělo a dodnes má pro mnoho Estonců i symbolický význam.
Zatímco Tallinn jako celek se v době sovětské okupace výrazně změnil jak stavebně, tak složením obyvatelstva, Nõmme si z velké části svůj charakter zachovalo. Přesidlování ruského proletariátu do Tallinnu šlo ruku v ruce s výstavba panelových sídlišť (Mustamäe, Lasnamäe, Õismäe), která pro něj byla určena; panoráma Starého Města bylo narušeno výškovou výstavbou (hotel Viru). Plánovaná „socialistická“ přestavba Nõmme oproti tomu naštěstí postupovala pomalu, protože nenabízelo tolik prostoru pro expanzi města a bylo dopravně méně dostupné. Být z Nõmme pro mnohé znamenalo být Estoncem nezkaženým sovětskou dobou.
Když v průběhu občanských příprav na obnovení estonské samostatnosti v roce 1989 vyzval Estonský křesťanský svaz (Eesti Kristlik Liit), Estonská společnost za památkovou ochranu (Eesti Muinsuskaitse Selts) a Estonská strana za národní samostatnost (Eesti Rahvusliku Sõltumatuse Partei) k zakládání občanských výborů, které by registrovaly oprávněné voliče podle ústavy První republiky, byl Nõmmský výbor estonských občanů (Nõmme Eesti Kodanike Komitee) založen mezi prvními a zaregistrovalo se u něho přibližně třikrát více občanů, než bylo obyvatel na samotném území někdejšího města Nõmme.
Po obnovení estonské suverenity v roce 1991 a následné stabilizaci politické situace se estonská exilová vláda, která udržovala právní kontinuitu s První republikou, 16. července 1992 usnesla, že ukončí svou činnost a po nadcházejících volbách předá svou legitimní moc nově ustavenému estonskému parlamentu. Protože v té době ještě na estonském území pobývaly okupační jednotky, vznesl člen dosavadní exilové vlády Mihkel Mathiesen protest a sestavil novou exilovou vládu, který by udržovala právní kontinuitu s První republikou do té doby, než bude sovětská okupace Estonska definitivně ukončena. Na základě symbolického postavení Nõmme byla tato formální vláda vyhlášena v Nõmme a získala přezdívku Nõmmská vláda (Nõmme valitsus).

## Snahy o znovuobnovení samostatného města
Velmi brzy po obnovení estonské samostatnosti se objevily plány na obnovení samostatného města Nõmme. Při prvních vážných úvahách o odtržení od Tallinnu v roce 1993 byl proveden průzkum veřejného mínění mezi obyvateli čerstvě zřízené Městské části Nõmme, který ukázal, že pro osamostatnění Nõmme je 45 %, zatímco proti osamostatnění 55 %. Při průzkumu v roce 1996 bylo 41 % rozhodně pro osamostatnění, 24 % rozhodně proti osamostatnění a 30 % nemělo vyhraněný názor.
Kroky k osamostatnění a jejich podpora ze strany obyvatel se zintenzivnily v roce 2009 poté, co Tallinnské zastupitelstvo počátkem února oznámilo plán zrušit samosprávné městské části. Když občanské spolky z městských částí neuspěly se soudním napadením oznámeného plánu, začaly zejména městské části Nõmme a Pirita připravovat své odtržení od hlavního města. To vedlo Tallinnské zastupitelstvo již na podzim téhož roku k pozastavení a v dubnu následujícího roku úplnému odvolání plánů a naopak příslibu větší autonomie v rámci hlavního města. Podpora myšlence odtržení Nõmme od Tallinnu pak opět klesla na dřívější hodnoty.

## Významné osobnosti

### Rodáci
- Paul-Gerhard Hörschelmann, duchovní[20]
- Hain Rebas, historik a politik[21]
- Erast Parmasto, mykolog[22]
- Bernhard Methusalem, právník a bojovník za práva zvířat

### Obyvatelé
- Juhan Kukk, státník[7]
- Hugo Bernhard Rahamäe, arcibiskup[7]
- Jaan Kross, spisovatel[7]
- Johannes Aavik, filolog[23]
- Heinrich Tiidermann, fotograf
- Mart Laar, historik a politik[24]
- Arnold Rüütel, státník[25]

### Čestní občané
- Kristjan Raud, výtvarník